# Mokas
Mokas – wieś w Polsce położona w województwie mazowieckim, w powiecie sochaczewskim, w gminie Sochaczew. Ma status sołectwa.
| SIMC    | Nazwa      | Rodzaj    |
| ------- | ---------- | --------- |
| 0738480 | Dyksonówka | część wsi |
| 0738496 | Towiany    | część wsi |

W latach 1975–1998 miejscowość administracyjnie należała do województwa skierniewickiego.